# Porto de Melbourne
O Porto de Melbourne é o maior porto de carga em contêineres e geral da Austrália. Está localizado em Melbourne, estado de Vitória, e cobre uma área na foz do rio Yarra, a jusante da Bolte Bridge, que fica na cabeceira de Port Phillip, além de vários cais na própria baía. Desde 1º de julho de 2003, o Porto de Melbourne é administrado pela Port of Melbourne Corporation, uma corporação estatutária criada pelo Estado de Vitória.